# محمد كامبخش
پَادشَاه مُحَمَّد كَامْبَخش ديْن پَنَاه بن مُحَمَّد أورَنكزِيب بن مُحَمَّد شَاهجهان الگوركاني (بالفارسية: پادشاه مُحمَّد كام‌بخش دِين‌پَناه بن مُحمَّد اورَنگ‌زيب بن مُحمَّد شَاهجِهان گوركاني، وبالأردية: بَادشَاه مُحمَّد کَام بَخش دِين پَناه بن مُحمَّد أورَنگزِيب بن مُحمَّد شَاہجِہَاں گوركاني) (7 مارس 1667 – 14 يناير 1709) المعروف اختصارًا بِـ«كامبخش» هو أصغر أبناء السُّلطان أورنگزيب عالمگير ومن أمراء دولة المغول الهنديَّة. تولَّى المُلك في بيجابور لِلفترة من سنة 1707م إلى سنة 1709م وحمل لقب «دين پناه» ومعناه: «حامي الدِّين».